# Faca de Gebel Araque
A faca de Gebel Araque é uma faca de marfim e sílex egípcia datada de Nacada II (r. 3500–3200 a.C.), que apresenta influência mesopotâmica. Foi comprada ao Louvre em 1914 no Cairo por Georges Aaron Bénédite, estando hoje exibida na ala Sully, sala 20.